# Liste des membres de la deuxième législature du Parlement écossais
Cette liste présente les 129 membres de la deuxième législature du Parlement écossais élus lors des Élections parlementaires écossaises de 2003 ainsi que les modifications intervenues en cours de législature.

## Liste des membres

### Liste
| Circonscription                          | Nom                    | Portrait | Parti | Parti                      | Naissance          | Ville               | Pays/Région |
| ---------------------------------------- | ---------------------- | -------- | ----- | -------------------------- | ------------------ | ------------------- | ----------- |
| Aberdeen Central                         | Lewis Macdonald        |          |       | Parti travailliste         | 1er janvier 1957   | Stornoway           | Écosse      |
| Aberdeen North                           | Brian Adam             |          |       | Parti national écossais    | 10 juin 1948       | New Mill            | Écosse      |
| Aberdeen South                           | Nicol Stephen          |          |       | LibDems                    | 23 mars 1960       | Aberdeen            | Écosse      |
| Airdrie and Shotts                       | Karen Whitefield       |          |       | Parti travailliste         | 8 janvier 1970     | Bellshill           | Écosse      |
| Angus                                    | Andrew Welsh           |          |       | Parti national écossais    | 1er janvier 1944   | Glasgow             | Écosse      |
| Argyll and Bute                          | George Lyon            |          |       | LibDems                    | 16 juillet 1956    | Rothesay            | Écosse      |
| Ayr                                      | John Scott             |          |       | Parti conservateur         | 7 juin 1951        | Ayr                 | Écosse      |
| Banff and Buchan                         | Stewart Stevenson      |          |       | Parti national écossais    | 15 octobre 1946    | Édimbourg           | Écosse      |
| Caithness, Sutherland and Easter Ross    | Jamie Stone            |          |       | LibDems                    | 16 juin 1954       | Édimbourg           | Écosse      |
| Carrick, Cumnock and Doon Valley         | Cathy Jamieson         |          |       | Parti travailliste         | 3 novembre 1956    | Kilmarnock          | Écosse      |
| Central Fife                             | Christine May          |          |       | Parti travailliste         | 23 mars 1948       | Dublin              | Irlande     |
| Clydebank and Milngavie                  | Des McNulty            |          |       | Parti travailliste         | 28 juillet 1952    | Stockport           | Angleterre  |
| Clydesdale                               | Karen Gillon           |          |       | Parti travailliste         | 18 août 1967       | Jedburgh            | Écosse      |
| Coatbridge and Chryston                  | Elaine Smith           |          |       | Parti travailliste         | 7 mai 1963         | Coatbridge          | Écosse      |
| Cumbernauld and Kilsyth                  | Cathie Craigie         |          |       | Parti travailliste         | 14 avril 1954      | Stirling            | Écosse      |
| Cunninghame North                        | Allan Wilson           |          |       | Parti travailliste         | 5 août 1954        | Kilbirnie           | Écosse      |
| Cunninghame South                        | Irene Oldfather        |          |       | Parti travailliste         | 1er janvier 1954   | Glasgow             | Écosse      |
| Dumbarton                                | Jackie Baillie         |          |       | Parti travailliste         | 15 janvier 1964    | Hong Kong           | Hong Kong   |
| Dumferline East                          | Helen Eadie            |          |       | Parti travailliste         | 7 mars 1947        | Stenhousemuir       | Écosse      |
| Dumferline West                          | Scott Barrie           |          |       | Parti travailliste         | 10 mars 1962       | St Andrews          | Écosse      |
| Dumfries                                 | Elaine Murray          |          |       | Parti travailliste         | 22 décembre 1954   | Hitchin             | Angleterre  |
| Dundee East                              | Shona Robison          |          |       | Parti national écossais    | 26 mai 1966        | Redcar              | Angleterre  |
| Dundee West                              | Kate Maclean           |          |       | Parti travailliste         | 16 février 1958    | Dundee              | Écosse      |
| East Kilbride                            | Andy Kerr              |          |       | Parti travailliste         | 17 mars 1962       | East Kilbride       | Écosse      |
| East Lothian                             | John Home Robertson    |          |       | Parti travailliste         | 5 décembre 1948    | Édimbourg           | Écosse      |
| Eastwood                                 | Ken Macintosh          |          |       | Parti travailliste         | 15 janvier 1962    | Inverness           | Écosse      |
| Edinburgh Central                        | Sarah Boyack           |          |       | Parti travailliste         | 16 mai 1961        | Glasgow             | Écosse      |
| Edinburgh East and Musselburgh           | Susan Deacon           |          |       | Parti travailliste         | 2 février 1964     | Musselburgh         | Écosse      |
| Edinburgh North and Leith                | Malcolm Chisholm       |          |       | Parti travailliste         | 7 mars 1949        | Édimbourg           | Écosse      |
| Edinburgh Pentlands                      | David McLetchie        |          |       | Parti conservateur         | 6 août 1952        | Édimbourg           | Écosse      |
| Edinburgh South                          | Mike Pringle           |          |       | LibDems                    | 25 décembre 1945   | Lusaka              | Zambie      |
| Edinburgh West                           | Margaret Smith         |          |       | LibDems                    | 18 février 1961    | Édimbourg           | Écosse      |
| Falkirk East                             | Cathy Peattie          |          |       | Parti travailliste         | 24 novembre 1951   | Grangemouth         | Écosse      |
| Falkirk West                             | Dennis Canavan         |          |       | Indépendant                | 8 août 1942        | Cowdenbeath         | Écosse      |
| Galloway and Upper Nithsdale             | Alex Fergusson         |          |       | Parti conservateur         | 8 avril 1949       | Leswalt             | Écosse      |
| Glasgow Anniesland                       | Bill Butler            |          |       | Parti travailliste         | 30 mars 1956       | Glasgow             | Écosse      |
| Glasgow Baillieston                      | Margaret Curran        |          |       | Parti travailliste         | 24 novembre 1958   | Glasgow             | Écosse      |
| Glasgow Cathcart                         | Charlie Gordon         |          |       | Parti travailliste         | 28 octobre 1951    | Glasgow             | Écosse      |
| Glasgow Govan                            | Gordon Jackson         |          |       | Parti travailliste         | 5 août 1948        | Glasgow             | Écosse      |
| Glasgow Kelvin                           | Pauline McNeill        |          |       | Parti travailliste         | 12 septembre 1962  | Glasgow             | Écosse      |
| Glasgow Maryhill                         | Patricia Ferguson      |          |       | Parti travailliste         | 24 septembre 1958  | Glasgow             | Écosse      |
| Glasgow Pollok                           | Johann Lamont          |          |       | Parti travailliste         | 11 juillet 1957    | Glasgow             | Écosse      |
| Glasgow Rutherglen                       | Janis Hughes           |          |       | Parti travailliste         | 1er mai 1958       | Glasgow             | Écosse      |
| Glasgow Shettleston                      | Frank McAveety         |          |       | Parti travailliste         | 27 juillet 1962    | Glasgow             | Écosse      |
| Glasgow Springburn                       | Paul Martin            |          |       | Parti travailliste         | 17 juillet 1967    | Glasgow             | Écosse      |
| Gordon                                   | Nora Radcliffe         |          |       | LibDems                    | 4 mars 1946        | Aberdeen            | Écosse      |
| Greenock and Inverclyde                  | Duncan McNeil          |          |       | Parti travailliste         | 7 septembre 1950   | Greenock            | Écosse      |
| Hamilton North and Bellshill             | Michael McMahon        |          |       | Parti travailliste         | 18 septembre 1961  | Hamilton            | Écosse      |
| Hamilton South                           | Tom McCabe             |          |       | Parti travailliste         | 28 avril 1954      | Hamilton            | Écosse      |
| Inverness East, Nairn and Lochaber       | Fergus Ewing           |          |       | Parti national écossais    | 23 septembre 1957  | Glasgow             | Écosse      |
| Kilmarnock and Loudoun                   | Margaret Jamieson      |          |       | Parti travailliste         | 1er janvier 1953   | Kilmarnock          | Écosse      |
| Kirkcaldy                                | Marilyn Livingstone    |          |       | Parti travailliste         | 30 septembre 1952  | Kirkcaldy           | Écosse      |
| Linlithgow                               | Mary Mulligan          |          |       | Parti travailliste         | 12 février 1960    | Liverpool           | Angleterre  |
| Livingston                               | Bristow Muldoon        |          |       | Parti travailliste         | 19 mars 1964       | Glasgow             | Écosse      |
| Midlothian                               | Rhona Brankin          |          |       | Parti travailliste         | 19 janvier 1950    | Glasgow             | Écosse      |
| Moray                                    | Margaret Ewing         |          |       | Parti national écossais    | 1er septembre 1945 | Lanark              | Écosse      |
| Motherwell and Wishaw                    | Jack McConnell         |          |       | Parti travailliste         | 30 juin 1960       | Irvine              | Écosse      |
| North East Fife                          | Iain Smith             |          |       | LibDems                    | 1er mai 1960       | Gateside            | Écosse      |
| North Tayside                            | John Swinney           |          |       | Parti national écossais    | 13 avril 1964      | Édimbourg           | Écosse      |
| Ochil                                    | George Reid            |          |       | Parti national écossais    | 4 juin 1939        | Tullibody           | Écosse      |
| Orkney                                   | Jim Wallace            |          |       | LibDems                    | 25 août 1954       | Annan               | Écosse      |
| Paisley North                            | Wendy Alexander        |          |       | Parti travailliste         | 27 juin 1963       | Glasgow             | Écosse      |
| Paisley South                            | Hugh Henry             |          |       | Parti travailliste         | 12 février 1952    | Glasgow             | Écosse      |
| Perth                                    | Roseanna Cunningham    |          |       | Parti national écossais    | 27 juillet 1951    | Glasgow             | Écosse      |
| Ross, Skye and Inverness West            | John Farquhar Munro    |          |       | LibDems                    | 26 août 1934       | Glen Shiel          | Écosse      |
| Roxburgh and Berwickshire                | Euan Robson            |          |       | LibDems                    | 17 février 1954    | Glasgow             | Écosse      |
| Shetland                                 | Tavish Scott           |          |       | LibDems                    | 6 mai 1966         | Inverness           | Écosse      |
| Stirling                                 | Sylvia Jackson         |          |       | Parti travailliste         | 3 décembre 1946    | Stirling            | Écosse      |
| Strathkelvin and Bearsden                | Jean Turner            |          |       | Indépendant                | 23 décembre 1939   | Glasgow             | Angleterre  |
| Tweeddale, Ettrick and Lauderdale        | Jeremy Purvis          |          |       | LibDems                    | 15 janvier 1974    | Berwick-upon-Tweed  | Angleterre  |
| West Aberdeenshire and Kincardine        | Mike Rumbles           |          |       | LibDems                    | 10 juin 1956       | South Shields       | Angleterre  |
| Western Isles                            | Alasdair Morrison      |          |       | Parti travailliste         | 18 novembre 1968   | Stornoway           | Écosse      |
| West Renfrewshire                        | Trish Godman           |          |       | Parti travailliste         | 31 octobre 1939    | Govan               | Écosse      |
| Scrutin régional (Central Scotland)      | Linda Fabiani          |          |       | Parti national écossais    | 14 décembre 1956   | Glasgow             | Écosse      |
| Scrutin régional (Central Scotland)      | Donald Gorrie          |          |       | LibDems                    | 2 avril 1933       | Glasgow             | Écosse      |
| Scrutin régional (Central Scotland)      | Carolyn Leckie         |          |       | Parti socialiste écossais  | 5 mars 1965        | Glasgow             | Écosse      |
| Scrutin régional (Central Scotland)      | Michael Matheson       |          |       | Parti national écossais    | 8 septembre 1970   | Glasgow             | Écosse      |
| Scrutin régional (Central Scotland)      | Margaret Mitchell      |          |       | Parti conservateur         | 15 novembre 1952   | Coatbridge          | Écosse      |
| Scrutin régional (Central Scotland)      | Alex Neil              |          |       | Parti national écossais    | 22 août 1951       | Patna               | Écosse      |
| Scrutin régional (Central Scotland)      | John Swimburne         |          |       | Parti des séniors écossais | 4 juillet 1930     | Philadelphie        | États-Unis  |
| Scrutin régional (Glasgow)               | Bill Aitken            |          |       | Parti conservateur         | 15 avril 1947      | Glasgow             | Écosse      |
| Scrutin régional (Glasgow)               | Robert Brown           |          |       | LibDems                    | 25 décembre 1947   | Newcastle upon Tyne | Angleterre  |
| Scrutin régional (Glasgow)               | Patrick Harvie         |          |       | Parti vert écossais        | 18 mars 1973       | Vale of Leven       | Écosse      |
| Scrutin régional (Glasgow)               | Rosie Kane             |          |       | Parti socialiste écossais  | 5 juin 1961        | Glasgow             | Écosse      |
| Scrutin régional (Glasgow)               | Tommy Sheridan         |          |       | Parti socialiste écossais  | 7 mars 1964        | Glasgow             | Écosse      |
| Scrutin régional (Glasgow)               | Nicola Sturgeon        |          |       | Parti national écossais    | 19 juillet 1970    | Irvine              | Écosse      |
| Scrutin régional (Glasgow)               | Sandra White           |          |       | Parti national écossais    | 17 août 1951       | Glasgow             | Écosse      |
| Scrutin régional (Highlands and Islands) | Rob Gibson             |          |       | Parti national écossais    | 10 octobre 1945    | Glasgow             | Écosse      |
| Scrutin régional (Highlands and Islands) | Maureen Macmillan      |          |       | Parti travailliste         | 9 février 1943     | Oban                | Écosse      |
| Scrutin régional (Highlands and Islands) | Jamie McGrigor         |          |       | Parti conservateur         | 19 octobre 1949    | Londres             | Angleterre  |
| Scrutin régional (Highlands and Islands) | Jim Mather             |          |       | Parti national écossais    | 6 mars 1947        | Lochwinnoch         | Écosse      |
| Scrutin régional (Highlands and Islands) | Peter Peacock          |          |       | Parti travailliste         | 27 mai 1952        | Glasgow             | Écosse      |
| Scrutin régional (Highlands and Islands) | Dave Petrie            |          |       | Parti conservateur         | 10 décembre 1946   | Glasgow             | Écosse      |
| Scrutin régional (Highlands and Islands) | Eleanor Scott          |          |       | Parti vert écossais        | 23 juillet 1951    | Inverness           | Écosse      |
| Scrutin régional (Lothians)              | Mark Ballard           |          |       | Parti vert écossais        | 27 juin 1971       | Leeds               | Angleterre  |
| Scrutin régional (Lothians)              | James Douglas-Hamilton |          |       | Parti conservateur         | 31 juillet 1942    | Hamilton            | Écosse      |
| Scrutin régional (Lothians)              | Colin Fox              |          |       | Parti socialiste écossais  | 17 juin 1959       | Motherwell          | Écosse      |
| Scrutin régional (Lothians)              | Robin Harper           |          |       | Parti vert écossais        | 4 août 1940        | Thurso              | Écosse      |
| Scrutin régional (Lothians)              | Fiona Hyslop           |          |       | Parti national écossais    | 1er août 1964      | Irvine              | Écosse      |
| Scrutin régional (Lothians)              | Kenny MacAskill        |          |       | Parti national écossais    | 28 avril 1958      | Édimbourg           | Écosse      |
| Scrutin régional (Lothians)              | Margo MacDonald        |          |       | Indépendant                | 19 avril 1943      | Hamilton            | Écosse      |
| Scrutin régional (Mid Scotland and Fife) | Ted Brocklebank        |          |       | Parti conservateur         | 24 septembre 1942  | St Andrews          | Écosse      |
| Scrutin régional (Mid Scotland and Fife) | Bruce Crawford         |          |       | Parti national écossais    | 16 février 1955    | Perth               | Écosse      |
| Scrutin régional (Mid Scotland and Fife) | Murdo Fraser           |          |       | Parti conservateur         | 5 septembre 1965   | Inverness           | Écosse      |
| Scrutin régional (Mid Scotland and Fife) | Tricia Marwick         |          |       | Parti national écossais    | 5 novembre 1953    | Cowdenbeath         | Écosse      |
| Scrutin régional (Mid Scotland and Fife) | Brian Monteith         |          |       | Indépendant                | 8 janvier 1958     | Portobello          | Écosse      |
| Scrutin régional (Mid Scotland and Fife) | Keith Raffan           |          |       | LibDems                    | 21 juin 1949       | Aberdeen            | Écosse      |
| Scrutin régional (Mid Scotland and Fife) | Mark Ruskell           |          |       | Parti vert écossais        | 14 mai 1972        | Fife                | Écosse      |
| Scrutin régional (North East Scotland)   | Shiona Baird           |          |       | Parti vert écossais        | 14 septembre 1946  | Hereford            | Angleterre  |
| Scrutin régional (North East Scotland)   | Richard Baker          |          |       | Parti travailliste         | 29 mai 1974        | Édimbourg           | Écosse      |
| Scrutin régional (North East Scotland)   | David Davidson         |          |       | Parti conservateur         | 25 janvier 1943    | Édimbourg           | Écosse      |
| Scrutin régional (North East Scotland)   | Marlyn Glen            |          |       | Parti travailliste         | 30 septembre 1951  | Dundee              | Écosse      |
| Scrutin régional (North East Scotland)   | Alex Johnstone         |          |       | Parti conservateur         | 31 juillet 1961    | Stonehaven          | Écosse      |
| Scrutin régional (North East Scotland)   | Maureen Watt           |          |       | Parti national écossais    | 23 juin 1951       | Aberdeen            | Écosse      |
| Scrutin régional (North East Scotland)   | Nanette Milne          |          |       | Parti conservateur         | 27 avril 1942      | Aberdeen            | Écosse      |
| Scrutin régional (South of Scotland)     | Chris Ballance         |          |       | Parti vert écossais        | 7 juillet 1952     | Worcester           | Angleterre  |
| Scrutin régional (South of Scotland)     | Rosemary Byrne         |          |       | Parti socialiste écossais  | 3 mars 1948        | Irvine              | Écosse      |
| Scrutin régional (South of Scotland)     | Phil Gallie            |          |       | Parti conservateur         | 3 juin 1939        | Portsmouth          | Angleterre  |
| Scrutin régional (South of Scotland)     | Christine Grahame      |          |       | Parti national écossais    | 9 septembre 1944   | Burton upon Trent   | Angleterre  |
| Scrutin régional (South of Scotland)     | Adam Ingram            |          |       | Parti national écossais    | 1er mai 1951       | Kilmarnock          | Écosse      |
| Scrutin régional (South of Scotland)     | Alasdair Morgan        |          |       | Parti national écossais    | 21 avril 1945      | Aberfeldy           | Écosse      |
| Scrutin régional (South of Scotland)     | Derek Brownlee         |          |       | Parti conservateur         | 10 août 1974       | Selkirk             | Écosse      |
| Scrutin régional (West of Scotland)      | Frances Curran         |          |       | Parti socialiste écossais  | 21 mai 1961        | Glasgow             | Écosse      |
| Scrutin régional (West of Scotland)      | Bruce McFee            |          |       | Parti national écossais    | 1er janvier 1961   | Johnstone           | Écosse      |
| Scrutin régional (West of Scotland)      | Ross Finnie            |          |       | LibDems                    | 11 février 1947    | Greenock            | Écosse      |
| Scrutin régional (West of Scotland)      | Annabel Goldie         |          |       | Parti conservateur         | 27 février 1950    | Glasgow             | Écosse      |
| Scrutin régional (West of Scotland)      | Campbell Martin        |          |       | Parti national écossais    | 10 mars 1960       | Glasgow             | Écosse      |
| Scrutin régional (West of Scotland)      | Stewart Maxwell        |          |       | Parti national écossais    | 24 décembre 1963   | Glasgow             | Écosse      |
| Scrutin régional (West of Scotland)      | Murray Tosh            |          |       | Parti conservateur         | 1er septembre 1950 | Ayr                 | Écosse      |

### Données
| Parti | Parti                       | Circ. | Reg. | Total | +/-        |
| ----- | --------------------------- | ----- | ---- | ----- | ---------- |
|       | Parti travailliste écossais | 46    | 4    | 50    | 5          |
|       | Parti national écossais     | 9     | 18   | 27    | 6          |
|       | Parti conservateur          | 3     | 14   | 17    | 2          |
|       | Démocrates libéraux         | 13    | 4    | 17    | stagnation |
|       | Parti vert écossais         | 0     | 7    | 7     | 6          |
|       | Parti socialiste écossais   | 0     | 6    | 6     | 5          |
|       | Indépendants                | 2     | 2    | 4     | 1          |
|       | Parti des séniors écossais  | 0     | 1    | 1     | 1          |
| Total | Total                       | 73    | 56   | 129   | stagnation |

## Modifications en cours de législature

### Élections partielles
| Date              | Circonscription  | Membre sortant | Parti | Parti                   | Membre élu       | Parti | Parti                   |
| ----------------- | ---------------- | -------------- | ----- | ----------------------- | ---------------- | ----- | ----------------------- |
| 29 septembre 2005 | Glasgow Cathcart | Mike Watson    |       | Parti travailliste      | Charlie Gordon   |       | Parti travailliste      |
| 27 avril 2006     | Moray            | Margaret Ewing |       | Parti national écossais | Richard Lochhead |       | Parti national écossais |

### Remplacements régionaux
| Date            | Région                | Membre sortant   | Parti | Parti                   | Membre remplaçant | Parti | Parti                   |
| --------------- | --------------------- | ---------------- | ----- | ----------------------- | ----------------- | ----- | ----------------------- |
| 10 janvier 2005 | Mid Scotland and Fife | Keith Raffan     |       | Démocrates libéraux     | Andrew Arbuckle   |       | Démocrates libéraux     |
| 17 juin 2005    | South of Scotland     | David Mundell    |       | Parti conservateur      | Derek Brownlee    |       | Parti conservateur      |
| 19 avril 2006   | North East Scotland   | Richard Lochhead |       | Parti national écossais | Maureen Watt      |       | Parti national écossais |
| 19 avril 2006   | Highlands and Islands | Mary Scanlon     |       | Parti conservateur      | Dave Petrie       |       | Parti conservateur      |

### Défections
- Campbell Martin quitte le Parti national écossais et décide de siéger en tant qu'indépendant.
- Brian Monteith quitte le Parti conservateur et décide de siéger en tant qu'indépendant.
- Tommy Sheridan quitte le Parti socialiste écossais et adhère au nouveau parti Solidarité.
- Rosemary Byrne quitte le Parti socialiste écossais et adhère au nouveau parti Solidarité.

### Données
| Parti | Parti                       | En 2003 | Après | +/-        |
| ----- | --------------------------- | ------- | ----- | ---------- |
|       | Parti travailliste écossais | 50      | 50    | stagnation |
|       | Parti national écossais     | 27      | 26    | 1          |
|       | Parti conservateur          | 17      | 16    | 1          |
|       | Démocrates libéraux         | 17      | 17    | stagnation |
|       | Parti vert écossais         | 7       | 7     | stagnation |
|       | Parti socialiste écossais   | 6       | 4     | 2          |
|       | Indépendants                | 4       | 6     | 2          |
|       | Solidarité                  | 0       | 2     | 2          |
|       | Parti des séniors écossais  | 1       | 1     | stagnation |